# Mariano Acosta
Mariano Acosta är en ort i Argentina.   Den ligger i provinsen Buenos Aires, i den centrala delen av landet, 40 km väster om huvudstaden Buenos Aires. Mariano Acosta ligger 28 meter över havet och antalet invånare är 53 460.
Terrängen runt Mariano Acosta är mycket platt. Runt Mariano Acosta är det mycket tätbefolkat, med 3 369 invånare per kvadratkilometer.. Närmaste större samhälle är Merlo, 8,6 km nordost om Mariano Acosta.
Trakten runt Mariano Acosta består till största delen av jordbruksmark.